# Ткач Аркадій Петрович
Аркадій Петрович Ткач (22 червня 1921, Одеса — 23 серпня 1994, Київ) — український правознавець, доктор юридичних наук (з 1970 року), професор (з 1972 року), заслужений діяч науки і техніки України (з 1992 року).

## Біографія
Народився 22 червня 1921 року в Одесі. У 1940–1941 роках навчався у військово-морській спецшколі у Києві, у 1941 році — у військово-морському артилерійському училищі у Севастополі. У 1950 році закінчив юридичний факультет Київського університету і працював у цьому виші аспірантом, старшим викладачем, доцентом. У 1959–1962 роках — учений секретар університету, у 1962–1963 роках — заступник декана юридичного факультету, професор; у 1972–1986 роках — завідувач кафедри історії держави і права, у 1986–1990 роках — кафедри історії та теорії держави і права. Одночасно, у 1954–1958 роках, працював доцентом Київського факультету ВШ КДБ СРСР, у 1958–1959 роках — начальником кафедри загальноправових наук Київської вищої школи МВС СРСР.

Могила Аркадія Ткача

Помер 23 серпня 1994 року. Похований в Києві на Байковому кладовищі (ділянка № 33).

## Наукова діяльність
Досліджував проблеми історії держави і права СРСР, України; історії політичних та правових вчень. Праці:
- «Історія держави і права Української РСР (1917–1958 рр.)» (1959; у співавторстві);
- «Розвиток радянської державності на Україні» (1966, у співавторстві);
- «Історія кодифікації дореволюційного права України» (1968);
- «Історія суспільно-політичного ладу та права на Україні (дожовтневий період)» (1982);
- «Возз'єднання Закарпаття з Радянською Україною» (1985);
- «Історія держави і права Української РСР» (т. 1, 1987; у співавторстві) та інші.